# UANA Cup 2011 (maschile)
L'UANA Cup 2011 maschile si è svolta in Canada a Victoria dal 9 al 13 gennaio.
Questa competizione ha come partecipanti 3 squadre: Canada,  Brasile e  Argentina.

## Girone
| Squadra   | PTS | G | V | N | P | GF | GS | DR  |
| --------- | --- | - | - | - | - | -- | -- | --- |
| Canada    | 6   | 2 | 2 | 0 | 0 | 28 | 13 | +15 |
| Brasile   | 3   | 2 | 1 | 0 | 1 | 22 | 23 | -1  |
| Argentina | 0   | 2 | 0 | 0 | 1 | 12 | 26 | +22 |

### Risultati
| Data     | Ora   | Partita | Partita | Partita   |
| -------- | ----- | ------- | ------- | --------- |
| 09.01.11 | 16.00 | Brasile | 13 - 8  | Argentina |
| 10.01.11 | 20.30 | Canada  | 13 - 4  | Argentina |
| 11.01.11 | 20.30 | Brasile | 9 - 15  | Canada    |

## Fase Finale

### Semifinale
| Data     | Ora   | Partita | Partita | Partita   |
| -------- | ----- | ------- | ------- | --------- |
| 12.01.11 | 20.30 | Brasile | 6 - 5   | Argentina |

### Finale
| Data     | Ora   | Partita | Partita | Partita |
| -------- | ----- | ------- | ------- | ------- |
| 13.01.11 | 20.30 | Canada  | 13 - 10 | Brasile |

## Classifica finale
| Pos. | Squadra   |
| ---- | --------- |
|      | Canada    |
|      | Brasile   |
|      | Argentina |